# Ebensfeld
Ebensfeld là một đô thị thuộc huyện Lichtenfels trong bang Bayern nước Đức. Đô thị Ebensfeld có diện tích 68,73 km², dân số thời điểm ngày 31 tháng 12 năm 2006 là 5888 người.